# Pessinus

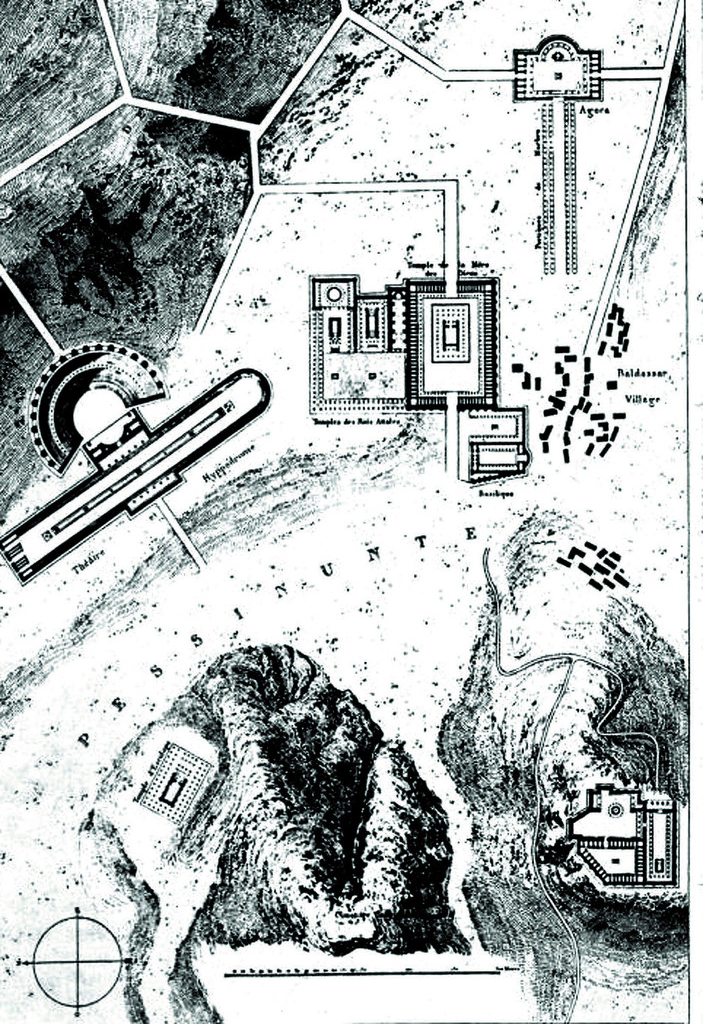
Plattegrond van Pessinus, getekend door Charles Texier in 1834

Pessinus (Grieks: Πεσσινούς of Πισσινούς) was in de oudheid een stad in Anatolië. De ruïnes van de stad liggen bij het dorp Ballıhisar, op 13 km van de Turkse stad Sivrihisar.
Pessinus was een Frigische stad aan de bovenloop van rivier Sangarios (Sakarya) met een geschiedenis die teruggaat tot 700 v Chr. Het was een centrum voor de verering van de Anatolische moedergodin Kybele. In de Romeinse tijd was Pessinus, volgens Strabo,  het grootste handelscentrum in dit deel van Asia Minor. De stad bezat een tempel, een trappentheater en een colonnadeplein. In de Byzantijnse tijd was Pessinus de zetel van een aartsbisdom. Er werd een burcht gebouwd. De stad werd verlaten na 1100 nadat ze werd ingenomen door de Arabieren en later door de Ottomanen.
Vanaf de jaren 1960 gebeurden er archeologische opgravingen plaats door de Universiteit Gent. Er werden pijlers van een tempel en een monumentale, marmeren kanalisatietrap blootgelegd.

## Galerij

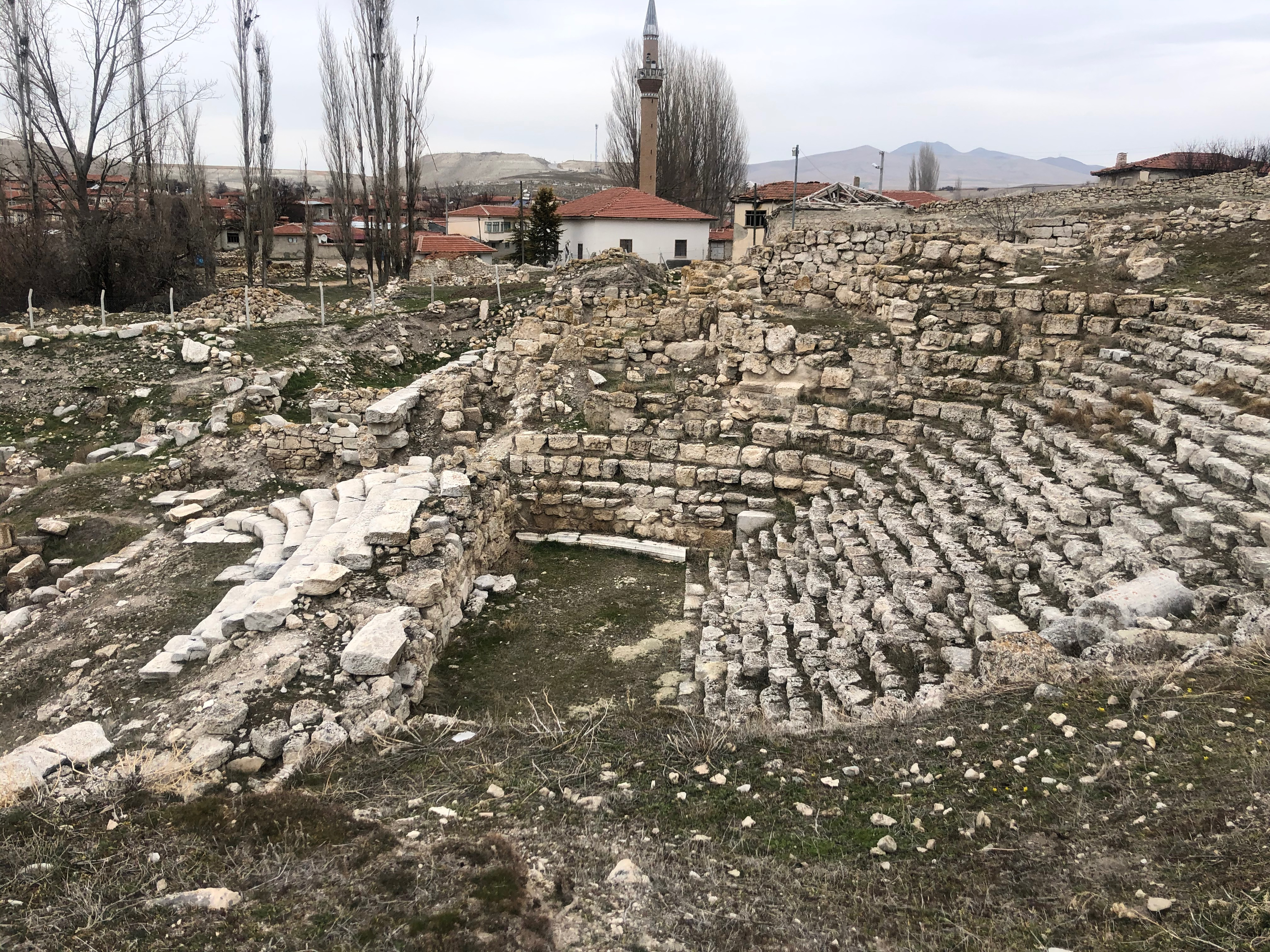
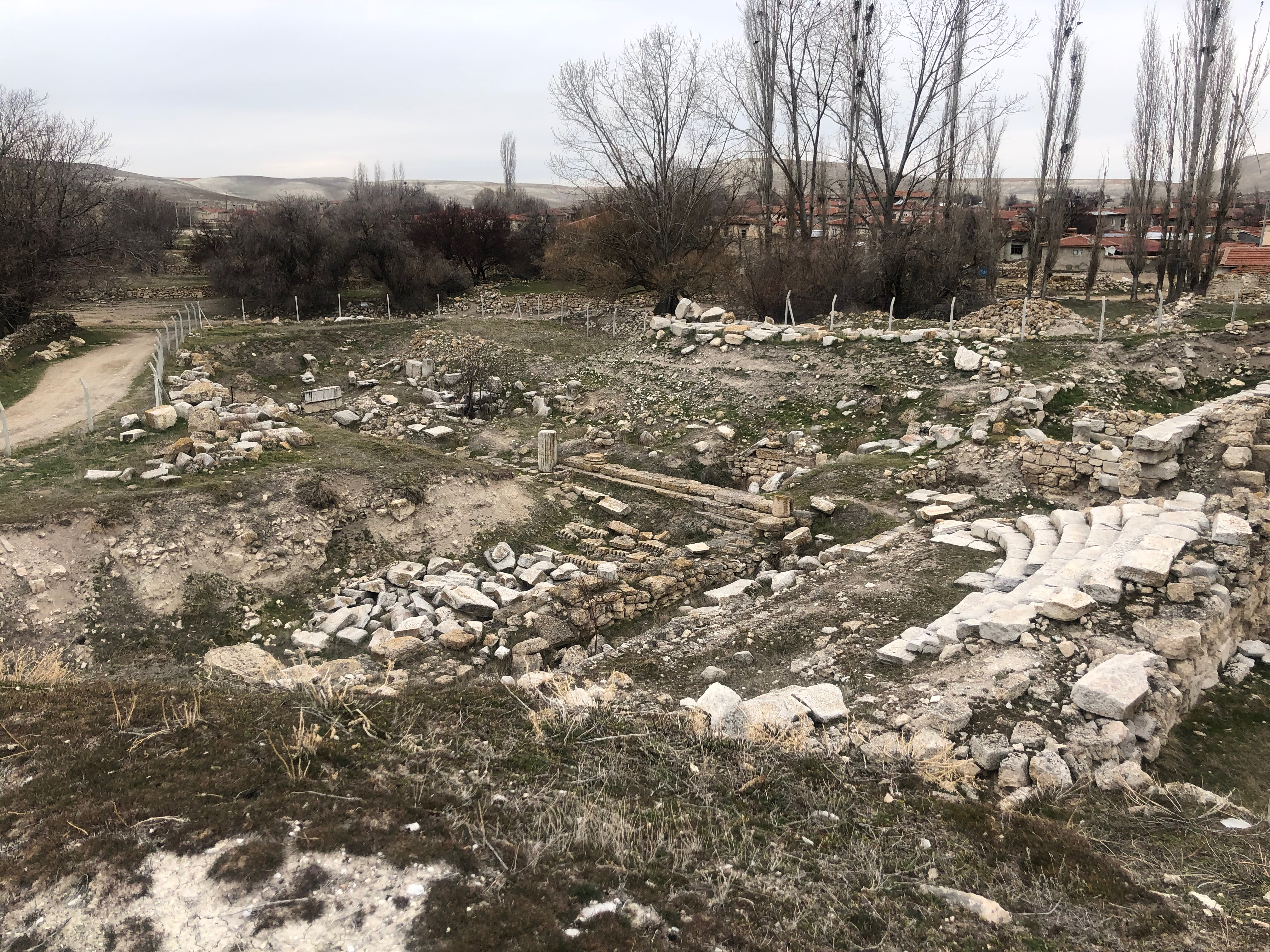
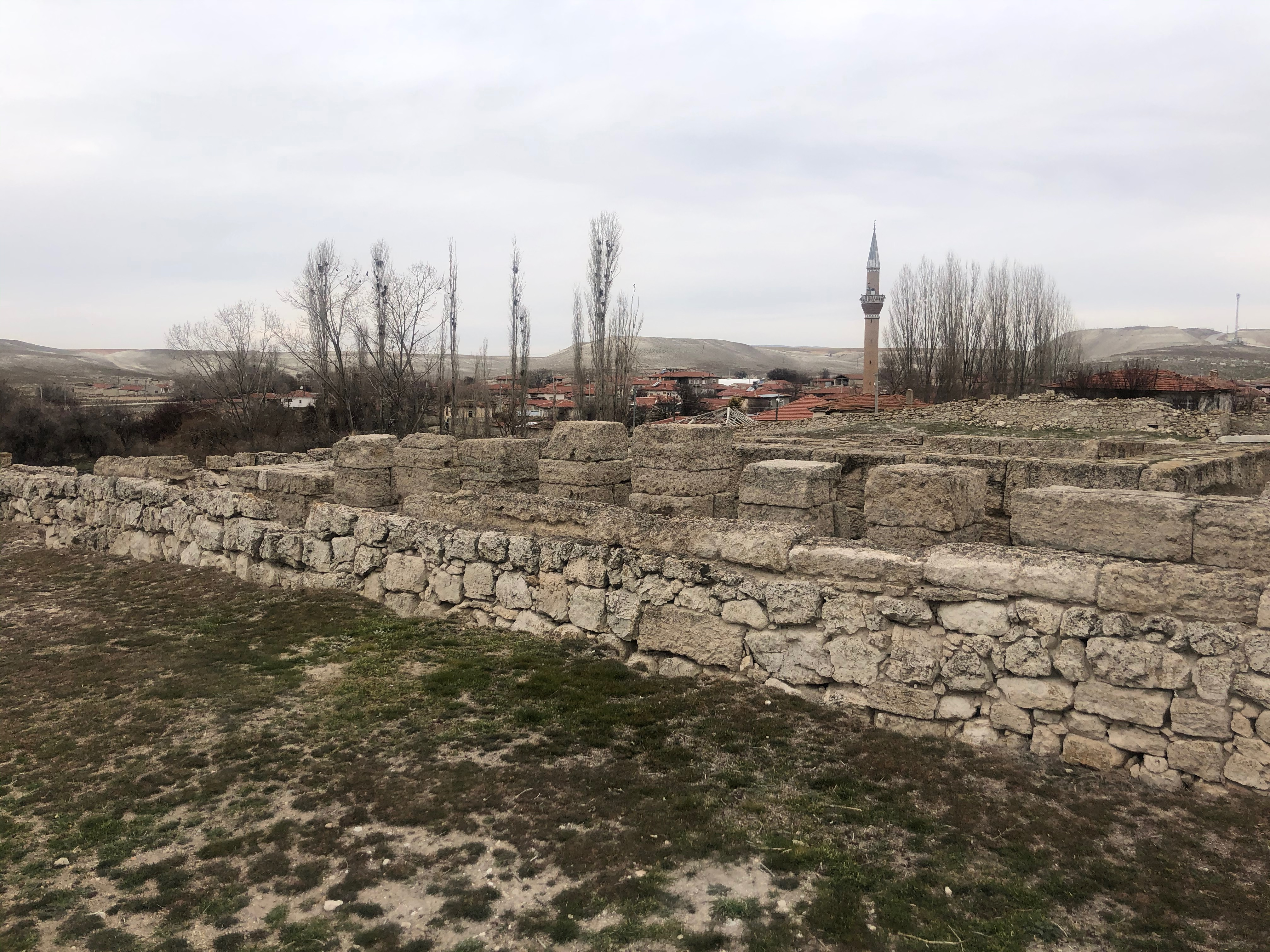

- Virtual International Authority File: 240034346